# Lisp (език за програмиране)
Лисп (LISP, от английски: LISt Processing language – „език за обработка на списъци“; в съвременен запис: Lisp) е съвкупност от програмни езици и данни, създадена през 1958 г. в Масачузетския технологичен университет от Джон Маккарти. Въз основа на него са произлезли много диалекти, най-известните от които са Scheme и Common Lisp. Лисп е вторият език за програмиране от високо ниво в историята след Фортран. Лисп е едно от основните програмни средства за моделиране на различни аспекти в изкуствения интелект.
Програмите на Лисп се представят като структури от типове данни на самия език, сред които списъците играят главна роля.
Така алгоритъмът за изпълнение на програми, написани на Лисп, също може да се изрази като програма на Лисп – т.нар. свойство метациркулярност.

## Синтаксис
Характеризира се с префиксен запис (означенията на операциите стоят преди операндите) и поставяне на всички съставни форми (т.е. които не са числа, променливи и други атоми[поясни]) в скоби.
Примери на Common Lisp:
```
;; събира 2 и 2:

(
+
 
2
 
2
)

;; дава стойност 3.1416 на променлива p:

(
setf
 
p
 
3.1416
)

;; събира числата от 0 до 100 (включително):

(
loop
 
for
 
i
 
to
 
100
 
sum
 
i
)

;; обръща реда на елементите в списък:

(
reverse
 
'
(
глаголи
 
веди
 
буки
 
аз
))

```